# Бернхард II фон Липе
Бернхард II фон Липе (на немски: Bernhard II zur Lippe; на латински: Bernardus de Lippia; * ок. 1140, замък Липероде, Липщат, Вестфалия; † 1224, Межотне (Мезотен), Латвия) е основател на Липе, господар на Господство Липе (1168 – 1196) и господар на Реда (1191 – 1196). Той е основател на градовете Липщат и Лемго. След 1194 г. влиза в манастир Мариенфелд (в Мюнстерланд), ок. 1210 г. става абат в манастир Даугавгрива (Дюнамюнде, днес в Рига) и от 1218 до 1224 г. е епископ на Селия (Селония) в Латвия.

## Биография
Той е син на Херман I от Липе († 1167, Италия) и племенник на Бернхард I Липе († 1158). По-големият му брат е Херман († 1163/1167).
Бернхард II първо е духовник в Хилдесхайм и през 1163 г., след смъртта на брат му Херман, е извикан обратно в Липе. Той става един от най-важните и влиятелните във Вестфалия по времето на Хоенщауфените.
Бернхард се разболява и през 1194 г. предава господството на синът си Херман II (* ок. 1170) и след това отива като монах в основания от него през 1185 г. манастир Мариенфелд.

## Фамилия
Бернхард II се жени 1167 г. за графиня Хайлвиг фон Аре-Хохщаден (1150 – 1196), далечна роднина на Хоенщауфените. Те имат децата:
- Аделхайд (* 1241; † сл. 1244), омъжена за Хайнрих фон Куик 'Черния' фон Арнсберг († 1222), след това абатиса на Елтен (1241)
- Хайлвиг (* ок. 1186, † сл. 1244), омъжена за граф Готфрид II фон Цигенхайн († сл. 1205)
- Дитрих († 28 юли 1227 в битката при Ане)
- Ото II († 28 юли 1227, убит), епископ на Утрехт (1215 – 1227)
- Герхард II († 27 юли 1258), архиепископ на Бремен (1219 – 1258)
- Бернхард IV († 14 април 1247), от 1228 епископ на Падерборн
- Гертруда II († сл. 1234), абатиса на Херфорд (1217 – 1239)
- Етелинда/Хетелент († сл. 1244), абатиса на Басум до ок. 1243
- Елизабет († сл. 1224), абатиса на Херфорд
- Кунигунда († сл. 1224), абатиса на Фрекенхорст (1219 – ок. 1225)
- Беатрикс († ок. 23 юни 1244), омъжена пр. 21 януари 1222 г. за граф Хайденрайх I фон Лутерберг/Лаутерберг († 1228/1230), син на граф Зигебодо фон Шарцфелд-Лаутерберг († 1192) и племенник на граф Буркард фон Шарцфелд-Лаутерберг († 1225)
- Херман II (* ок. 1172; † 25 декември 1229, убит), сърегент с баща си и го последа през 1196 г. като владетел, женен за Ода фон Текленбург († 1242)
- Маргарета (* ок. 1163; † 1210), омъжена ок. 1182 г. за Вилхелм фон Бредероде (* ок. 1150; † 1221)